# Omolion-Tunnel
Der Omolion-Tunnel (griechisch Σήραγγα Ομόλιον) in Griechenland ist der längste Straßentunnel Südosteuropas. Er ist Teil einer 30 Kilometer langen Neubaustrecke entlang des Aftokinitodromos 1, die 2017 eröffnet wurde. Die Fertigstellung war ursprünglich für das Jahr 2012 geplant. Die Baukosten wurden ursprünglich mit 1,3 Mrd. Euro beziffert, beliefen sich aber auf knapp über 2 Mrd. Euro.

## Lage
Der Tunnel befindet sich zwischen den Orten Tembi und Omolio in der Region Thessalien in Zentralgriechenland. Er umfährt die enge Schlucht Tempe, die von 100 Meter hohen Felswänden umsäumt wird. Die im engen Tal verlaufende Nationalstraße 1 (Europastraße E75) Athen – Thessaloniki war eine der Hauptverkehrsachsen Griechenlands. Bei den Verkehrsplanern galt der Tunnel wegen häufiger Unfälle durch herabstürzende Steine und Felsbrocken enormer Größe als ein Verkehrsprojekt von höchster Dringlichkeit. Als sich nahe Tempe 2003 erneut ein schwerer Unfall mit 21 toten Schulkindern ereignete, wurde das bereits seit 1963 geplante Bauvorhaben, das immer wieder Sparzwängen zum Opfer gefallen war, durch die griechische Regierung bewilligt.

## Projektdaten
Der 30 Kilometer lange neue Autobahnabschnitt zwischen Evangelismos und Skotina besteht aus drei Tunnelbauwerken von insgesamt elf Kilometern Länge. Der Omolion-Tunnel 1 umfährt den Ort Tempe im Berg südlich und hat eine Länge von 1900 Metern. Nach dem Tunnel 1 passiert die Autobahn ein kurzes Seitental. Es folgt der Omolion-Tunnel 2 mit einer Gesamtlänge von etwa 6100 Meter. Es folgt eine Brücke über den Pinios und eine rund einen Dutzend Kilometer lange Strecke durch die Küstenebene bis zur Stadt Platamonas. Den letzten Bauabschnitt bildet der Omolion-Tunnel 3 mit einer Länge von 3200 Meter. Er unterquert den Küstenabschnitt zwischen Panteleimon und Skotina.
Alle Tunnel verfügen über zwei Tunnelröhren. Der Bau war wegen geologischer Anomalien im Berg besonders kompliziert und aufwändig. Die Tunnelbauer mussten einer komplizierten, mehrfach gekrümmte Trasse durch den Berg folgen. Das Gestein ist sehr locker und der Einsatz von Sprengungen war nach Einschätzung der Ingenieurgeologen sehr riskant. Tatsächlich ereignete sich im Dezember 2009 ein Steinschlagereignis, bei dem auf der stark befahrenen Straße ein Autofahrer zu Tode kam. Da zeitgleich eine Sprengung stattfand, vermutete man einen direkten Zusammenhang. Das Projekt wurde von Wissenschaftlern der Universität von Thessaloniki überwacht und technisch beraten. Da sich Griechenland in einer Zone häufig auftretender Erdbeben befindet, mussten spezielle Sicherheitsstandards für das Tunnelbauwerk beachtet werden.